# کارلسرو، ویکتوریا
کارلسرو (به انگلیسی: Carlsruhe) یک شهرک در استرالیا است که در ویکتوریا (استرالیا) واقع شده‌است.